# Arrosès
Arrosès ist eine französische Gemeinde mit 136 Einwohnern (Stand 1. Januar 2022) im Département Pyrénées-Atlantiques in der Region Nouvelle-Aquitaine (vor 2016: Aquitanien). Die Gemeinde gehört zum Arrondissement Pau und zum Kanton Terres des Luys et Coteaux du Vic-Bilh (bis 2015: Kanton Lembeye).
Der Name in der gascognischen Sprache lautet ebenfalls Arrosès.

## Geographie
Arrosès liegt circa 45 Kilometer nordöstlich von Pau im Béarn auf einer Anhöhe  in der Region Vic-Bilh im nordöstlichen Grenzgebiet des Départements Pyrénées-Atlantiques zum Département Hautes-Pyrénées.
Umgeben wird die Gemeinde von den Nachbargemeinden:
|                 | Aydie                                       |                           |
| Mont-Disse      | Kompassrose, die auf Nachbargemeinden zeigt | Madiran (Hautes-Pyrénées) |
| Aurions-Idernes |                                             | Crouseilles               |

Arrosès liegt im Einzugsgebiet des Flusses Adour und wird durchströmt vom Larcis, einem Zufluss des Lées, sowie vom Saget, einem Zufluss des Adours. Der Bach Serres entspringt im Ortsgebiet und fließt bei Madiran in den Bergons.

## Geschichte
Zwei kleine  Hügelgräber, Werkzeuge und Beile aus Feuerstein sind Zeugnisse, dass der Landstrich bereits in der Jungsteinzeit von Menschen bewohnt war, was sicherlich an der günstigen Lage auf den Hügeln der Region gelegen hat.
Paul Raymond, Archivar und Historiker des 19. Jahrhunderts, notierte die Erwähnung der Siedlung unter dem Namen Aroses im Jahre 1385 anlässlich einer Volkszählung, bei der 31 Haushalte gezählt wurden und vermerkt wurde, dass das Dorf in der Bailliage von Lembeye liegt. Dieser Marktflecken entwickelte sich rund um das Schloss von Sauveméa aus dem 11. oder 12. Jahrhundert, dessen Herrschaftsfamilie schon 1170 erwähnt wurde.
Aufgrund der Grenzlage und weil der Gemeindepfarrer sich auf die protestantische Seite schlug, musste Arrosès erheblich unter den Folgen der Hugenottenkriege im 16. Jahrhundert leiden.

### Einwohnerentwicklung
Nach dem Höhepunkt von 679 Einwohnern in der Mitte des 19. Jahrhunderts hat die Zahl bis zum Ende des 20. Jahrhunderts stetig um insgesamt mehr als drei Viertel abgenommen. Seitdem verbleibt sie in etwa auf dem niedrigen Niveau von ca. 150 Einwohnern.
| Jahr      | 1962 | 1968 | 1975 | 1982 | 1990 | 1999 | 2006 | 2009 | 2022 |
| --------- | ---- | ---- | ---- | ---- | ---- | ---- | ---- | ---- | ---- |
| Einwohner | 187  | 203  | 178  | 159  | 145  | 141  | 149  | 150  | 136  |

## Sehenswürdigkeiten

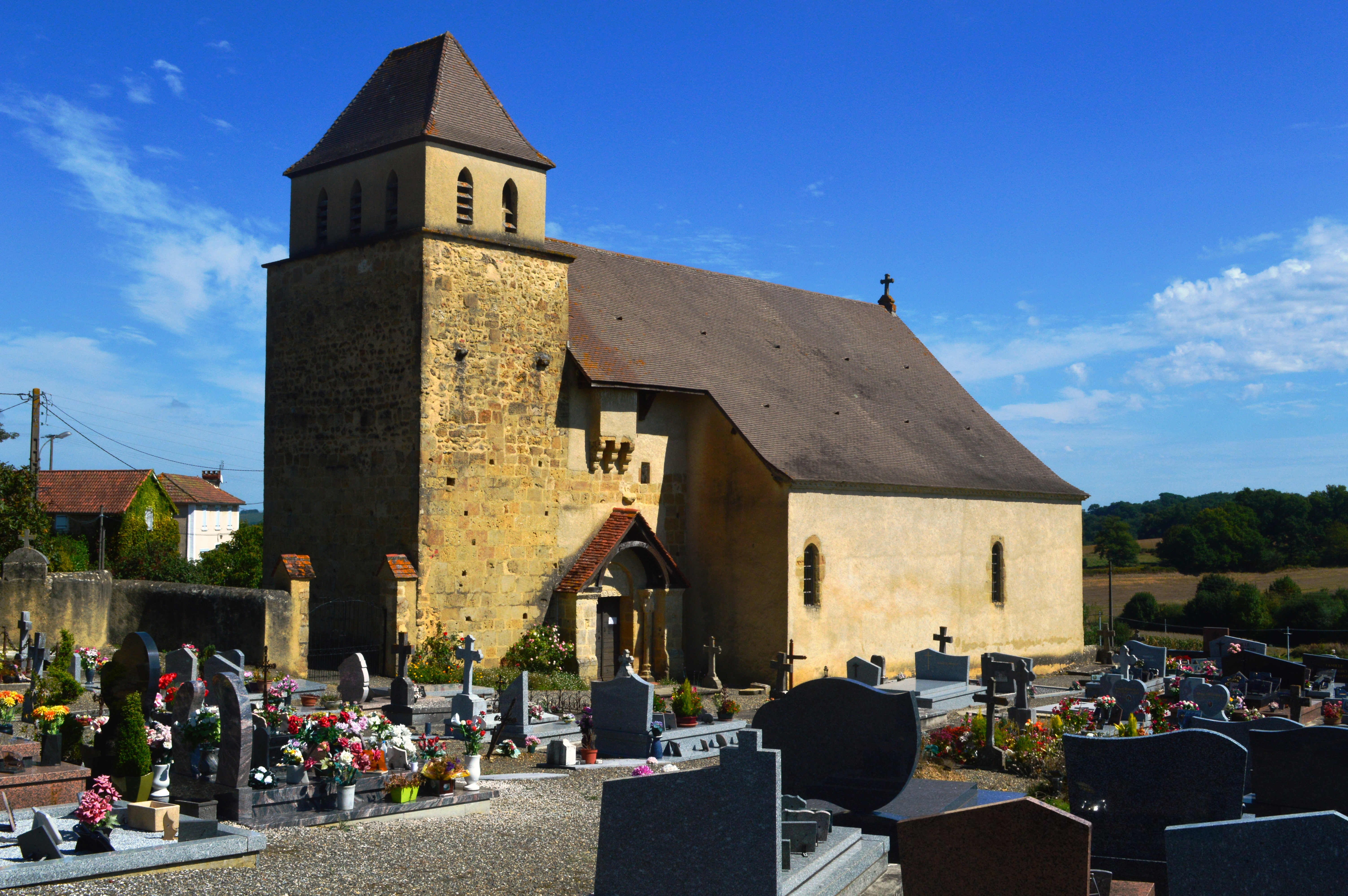
Ortskirche Notre-Dame de l’Assomption

- Pfarrkirche Mariä Himmelfahrt, im 11. und 12. Jahrhundert im romanischen Stil erbaut. Es wird angenommen, dass die Kirche an einer Stelle eines vorchristlichen Versammlungsorts in der gallorömischen Zeit errichtet wurde. Von dem romanischen Bauwerk sind noch heute zwei verzierte Säulen und ein mit einem eingemeißelten Christusmonogramm verschönertes Tympanon über dem Eingangsportal zu erkennen. Dem wuchtigen Glockenturm ist anzusehen, dass er zur Verteidigung des Ortes in konfliktreichen Zeiten diente. Dies wird unterstrichen durch die Tatsache, dass der angrenzende Friedhof einen Ring von Gräben besaß. Anlässlich der Hugenottenkriege im 16. Jahrhundert, bei der die Gemeinde für die protestantische Seite Partei ergriff, wurde das Bauwerk erneut befestigt. Ein Wehrerker wurde oberhalb des Eingangsportals angebracht, Schießscharten erlaubten den Beschuss von Angreifern vom Turm herab. Die Kirche wurde dennoch in den Kriegen zerstört und wie die meisten Kirchen des Béarn am Ende des 19. Jahrhunderts und Anfang des 20. Jahrhunderts wieder aufgebaut.[7]

- Schloss von Sauveméa. Bernât de Sauveméa legte seinen Lehnseid gegenüber  Gaston III. Fébus, Vizegraf von Béarn, im Jahre 1344 ab. Das heutige Gebäude ist ein Wiederaufbau im 18. Jahrhundert und erscheint auf der Karte von Cassini 1750.[8]

## Wirtschaft und Infrastruktur

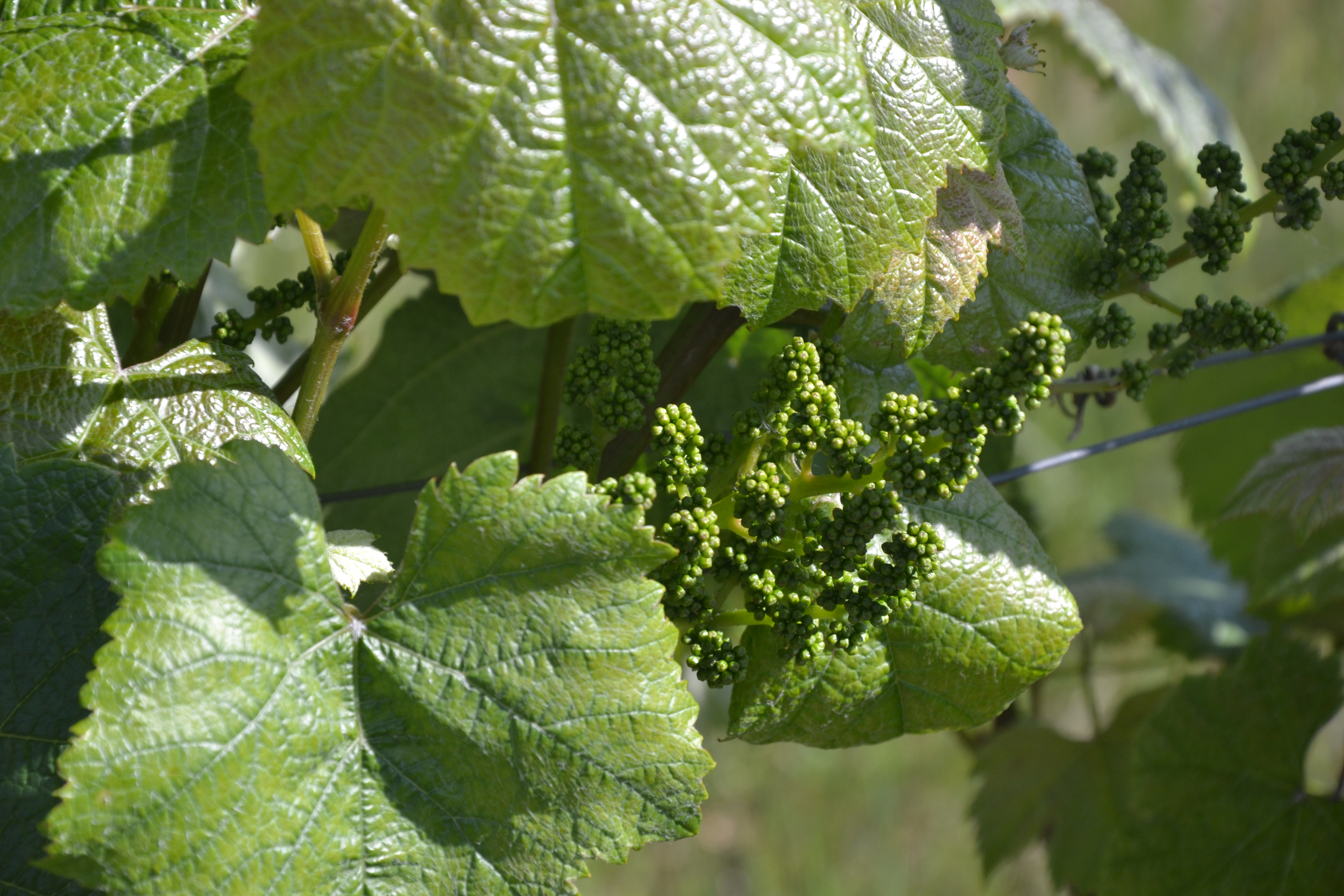
Weinrebe der AOC Pacherenc du Vic-Bilh

Arrosès liegt in den Zonen AOC der Weinanbaugebiete des Béarn, Madiran und Pacherenc du Vic-Bilh.

### Verkehr
Arrosès wird durchquert von den Routes départementales 219 und 292.